# Vila Medeiros (bairro de São Paulo)
Vila Medeiros é um bairro do município de São Paulo, situado no distrito homônimo, na zona norte do município. É classificado pelo CRECI como "Zona de Valor D", assim como outros bairros da capital: Casa Verde, Carandiru e Brás.

## Estatísticas
- Número de residências: 5.700
- Número de vias oficiais: 167
- Número de praças: 4

Fonte: Prefeitura Municipal de São Paulo 